# Olympische Sommerspiele 1912/Reiten – Vielseitigkeit Einzel
Der Einzelwettbewerb im Vielseitigkeitsreiten bei den Olympischen Spielen 1912 wurde vom 13. bis 17. Juli auf dem Gelände des Stockholms Fältrittklubb, in Lindarängen sowie im Olympiastadion Stockholm ausgetragen.
Aufgrund der engen Verbindung zwischen der Vielseitigkeitsprüfung und Militär vertraten nur aktive Offiziere ihr Land zu Pferd. Die Pferde wiederum mussten deren eigene Dienstpferde sein. Der damalige Wettkampf zog sich über fünf Tage hin. Der erste Tag bestand aus einem 55 Kilometer langen Geländeritt, in den eine gesondert gewertete Querfeldein-Hindernisstrecke im 333 m/min.-Tempo eingefügt war. Nach einem Ruhetag folgte am dritten Tag ein Jagdgalopp über 3500 Meter mit zehn leichten Steeplechase-Sprüngen. Am vierten Tag wurde das Jagdspringen abgehalten und am letzten Tag die Dressur.
An den Start gingen 27 Reiter aus sieben Nationen (maximal 4 je Land). 15 Reiter aus 4 Nationen sowie 4 Mannschaften kamen ins Endergebnis.

## Ergebnisse
Start und Ziel befanden sich auf dem Gelände des Stockholms Fältrittklubb. Aufgrund des warmen Wetters war der Untergrund sehr hart und trocken. Die Strecke war mit roten Fahnen markiert und Personal an der Strecke zeigte den Athleten den Weg.

### 1. Durchgang – Langstreckenritt
Am Samstag, den 13. Juli starteten ab 8:00 Uhr in einem Intervall von fünf Minuten die Athleten in den 55 km langen Parcours des Stockholms Fältrittklubb. Die Athleten hatten 4 Stunden Zeit um die Distanz zurückzulegen. Ein Athlet bekam einen Abzug für eine Zeitüberschreitung von 40 Sekunden, ein Athlet schied aus.
| Event 1 | Event 1 | Event 1                         | Event 1            | Event 1 | Event 1 |
| Rang    | #       | Athlet                          | Nation             | Zeit    | Punkte  |
| ------- | ------- | ------------------------------- | ------------------ | ------- | ------- |
| 1       | 4       | Jacques Cariou                  | Frankreich         | 3:35:31 | 10      |
| 1       | 18      | Pierre Dufour d’Astafort        | Frankreich         | 3:42:22 | 10      |
| 1       | 23      | Emmanuel de Blommaert           | Belgien            | 3:44:08 | 10      |
| 1       | 27      | Eduard von Lütcken              | Deutsches Reich    | 3:44:12 | 10      |
| 1       | 2       | Paul Convert                    | Belgien            | 3:45:31 | 10      |
| 1       | 16      | Guy Reyntiens                   | Belgien            | 3:48:41 | 10      |
| 1       | 22      | Axel Nordlander                 | Schweden           | 3:49:09 | 10      |
| 1       | 24      | Herbert Scott                   | Großbritannien     | 3:49:48 | 10      |
| 1       | 20      | Ben Lear                        | Vereinigte Staaten | 3:50:34 | 10      |
| 1       | 21      | Carl von Moers                  | Deutsches Reich    | 3:51:30 | 10      |
| 1       | 11      | Ernest Meyer                    | Frankreich         | 3:51:47 | 10      |
| 1       | 6       | Ephraim Graham                  | Vereinigte Staaten | 3:52:06 | 10      |
| 1       | 1       | Ernst Casparsson                | Schweden           | 3:52:41 | 10      |
| 1       | 7       | Richard von Schaesberg-Tannheim | Deutsches Reich    | 3:52:59 | 10      |
| 1       | 8       | Nils Adlercreutz                | Schweden           | 3:53:30 | 10      |
| 1       | 3       | Bryan Lawrence                  | Großbritannien     | 3:53:48 | 10      |
| 1       | 10      | Edward Radcliffe-Nash           | Großbritannien     | 3:55:28 | 10      |
| 1       | 5       | Carl Kraft                      | Dänemark           | 3:55:38 | 10      |
| 1       | 16      | Henric Horn af Åminne           | Schweden           | 3:55:56 | 10      |
| 1       | 13      | Guy Henry                       | Vereinigte Staaten | 3:56:19 | 10      |
| 1       | 26      | Jack Montgomery                 | Vereinigte Staaten | 3:56:39 | 10      |
| 1       | 14      | Harry von Rochow                | Deutsches Reich    | 3:58:41 | 10      |
| 1       | 12      | Frode Kirkebjerg                | Dänemark           | 3:58:50 | 10      |
| 1       | 9       | Gaston de Trannoy               | Belgien            | 3:59:05 | 10      |
| 1       | 17      | Paul Kenna                      | Großbritannien     | 3:59:25 | 10      |
| 26      | 25      | Gaston Seigner                  | Frankreich         | 4:00:40 | 9       |
| —       | 19      | Carl Saunte                     | Dänemark           | DNF     |         |

### 2. Durchgang – Geländeritt (5 km)
Noch am gleichen Tag stand der 5 km lange Geländeritt an. Dieser war recht einfach gestaltet. Das Zeitlimit betrug 15 Minuten. Punkte wurden beim Überschreiten sowie bei Abwurffehlern vom Ausgangswert 130 abgezogen und am Ende durch 13 geteilt um die Gesamtpunktzahl zu erhalten.
| Event 2 | Event 2 | Event 2                         | Event 2            | Event 2       | Event 2       | Event 2       | Event 2       |
| Rang    | #       | Athlet                          | Nation             | Zeit (min)    | Fehler        | Ausgangswert  | Punkte        |
| ------- | ------- | ------------------------------- | ------------------ | ------------- | ------------- | ------------- | ------------- |
| 1       | 23      | Herbert Scott                   | Großbritannien     | 8:44          | 0             | 130           | 10,00         |
| 1       | 14      | Harry von Rochow                | Deutsches Reich    | 9:02          | 0             | 130           | 10,00         |
| 1       | 7       | Richard von Schaesberg-Tannheim | Deutsches Reich    | 9:11          | 0             | 130           | 10,00         |
| 1       | 15      | Henric Horn af Åminne           | Schweden           | 9:23          | 0             | 130           | 10,00         |
| 1       | 26      | Eduard von Lütcken              | Deutsches Reich    | 9:25          | 0             | 130           | 10,00         |
| 1       | 21      | Axel Nordlander                 | Schweden           | 9:37          | 0             | 130           | 10,00         |
| 1       | 11      | Ernest Meyer                    | Frankreich         | 9:43          | 0             | 130           | 10,00         |
| 1       | 5       | Carl Kraft                      | Dänemark           | 10:18         | 0             | 130           | 10,00         |
| 1       | 4       | Jacques Cariou                  | Frankreich         | 10:33         | 0             | 130           | 10,00         |
| 1       | 20      | Carl von Moers                  | Deutsches Reich    | 11:00         | 0             | 130           | 10,00         |
| 1       | 25      | Jack Montgomery                 | Vereinigte Staaten | 11:01         | 0             | 130           | 10,00         |
| 1       | 19      | Ben Lear                        | Vereinigte Staaten | 11:23         | 0             | 130           | 10,00         |
| 1       | 17      | Paul Kenna                      | Großbritannien     | 11:28         | 0             | 130           | 10,00         |
| 14      | 3       | Bryan Lawrence                  | Großbritannien     | 9:08          | 2             | 128           | 9,85          |
| 14      | 2       | Paul Convert                    | Belgien            | 9:12          | 2             | 128           | 9,85          |
| 14      | 8       | Nils Adlercreutz                | Schweden           | 10:28         | 2             | 128           | 9,85          |
| 17      | 10      | Edward Radcliffe-Nash           | Großbritannien     | 10:13         | 4             | 126           | 9,69          |
| 17      | 9       | Gaston de Trannoy               | Belgien            | 11:29         | 4             | 126           | 9,69          |
| 19      | 1       | Ernst Casparsson                | Schweden           | 10:10         | 5             | 125           | 9,62          |
| 19      | 6       | Ephraim Graham                  | Vereinigte Staaten | 11:29         | 5             | 125           | 9,62          |
| 21      | 13      | Guy Henry                       | Vereinigte Staaten | 10:22         | 7             | 123           | 9,46          |
| 22      | 24      | Gaston Seigner                  | Frankreich         | 11:03         | 10            | 120           | 9,23          |
| 23      | 12      | Frode Kirkebjerg                | Dänemark           | 10:08         | 56            | 74            | 5,69          |
| —       | 22      | Emmanuel de Blommaert           | Belgien            | 8:49          | 130           | 0             | DSQ           |
| —       | 18      | Pierre Dufour d’Astafort        | Frankreich         | 10:38         | 130           | 0             | DSQ           |
| —       | 16      | Guy Reyntiens                   | Belgien            | 8:35          | 130           | 0             | DSQ           |
|         |         | Carl Saunte                     | Dänemark           | zurückgezogen | zurückgezogen | zurückgezogen | zurückgezogen |

### 3. Durchgang – Hindernisritt
Montag, 15. Juli: Der Hindernisritt fand in Lindarängen statt. Das Zeitlimit betrug 5 Minuten und 50 Sekunden. Abzüge gab es sowohl für Zeitüberschreitung als auch für Abwürfe bei den Hindernissen. Drei Athleten erhielten einen Abzug wegen Überschreitung der Zeit, was pro Sekunde zwei Punkte bedeutete. Ein Athlet startete nicht und ein weiterer wurde wegen Reiten eines falschen Weges disqualifiziert. Bryan Lawrence beendete das Rennen nicht, da er in einen Graben außerhalb der Strecke gestürzt war. Lawrence trug eine leichte Gehirnerschütterung davon, erholte sich jedoch schnell davon. Die Ausgangspunktzahl betrug 100, dieser wurde am Ende durch 10 geteilt um eine Gesamtpunktzahl zu erhalten.
| Event 3 | Event 3                  | Event 3                         | Event 3            | Event 3       | Event 3       | Event 3       | Event 3       |
| Rang    | #                        | Athlet                          | Nation             | Zeit (min)    | Fehler        | Ausgangswert  | Punkte        |
| ------- | ------------------------ | ------------------------------- | ------------------ | ------------- | ------------- | ------------- | ------------- |
| 1       | 18                       | Axel Nordlander                 | Schweden           | 5:19          | 0             | 100           | 10,0          |
| 1       | 1                        | Ernst Casparsson                | Schweden           | 5:22          | 0             | 100           | 10,0          |
| 1       | 13                       | Harry von Rochow                | Deutsches Reich    | 5:22          | 0             | 100           | 10,0          |
| 1       | 11                       | Frode Kirkebjerg                | Dänemark           | 5:25          | 0             | 100           | 10,0          |
| 1       | 22                       | Eduard von Lütcken              | Deutsches Reich    | 5:30          | 0             | 100           | 10,0          |
| 1       | 8                        | Gaston de Trannoy               | Belgien            | 5:31          | 0             | 100           | 10,0          |
| 1       | 7                        | Nils Adlercreutz                | Schweden           | 5:36          | 0             | 100           | 10,0          |
| 1       | 2                        | Paul Convert                    | Belgien            | 5:37          | 0             | 100           | 10,0          |
| 1       | 10                       | Ernest Meyer                    | Frankreich         | 5:37          | 0             | 100           | 10,0          |
| 1       | 6                        | Richard von Schaesberg-Tannheim | Deutsches Reich    | 5:38          | 0             | 100           | 10,0          |
| 1       | 14                       | Henric Horn af Åminne           | Schweden           | 5:40          | 0             | 100           | 10,0          |
| 1       | 20                       | Gaston Seigner                  | Frankreich         | 5:40          | 0             | 100           | 10,0          |
| 1       | 21                       | Jack Montgomery                 | Vereinigte Staaten | 5:40          | 0             | 100           | 10,0          |
| 1       | 16                       | Ben Lear                        | Vereinigte Staaten | 5:41          | 0             | 100           | 10,0          |
| 1       | 4                        | Jacques Cariou                  | Frankreich         | 5:45          | 0             | 100           | 10,0          |
| 1       | 5                        | Ephraim Graham                  | Vereinigte Staaten | 5:45          | 0             | 100           | 10,0          |
| 1       | 12                       | Guy Henry                       | Vereinigte Staaten | 5:46          | 0             | 100           | 10,0          |
| 18      | 15                       | Paul Kenna                      | Großbritannien     | 5:53          | 6             | 94            | 9,4           |
| 19      | 9                        | Edward Radcliffe-Nash           | Großbritannien     | 5:58          | 16            | 86            | 8,6           |
| 20      | 17                       | Carl von Moers                  | Deutsches Reich    | 5:59          | 18            | 82            | 8,2           |
| —       | 3                        | Bryan Lawrence                  | Großbritannien     | DNF           | 100           | 0             | 0.0           |
| —       | 19                       | Herbert Scott                   | Großbritannien     | 5:35          | 100           | 0             | DSQ           |
| —       | (5)                      | Carl Kraft                      | Dänemark           | DNS           | –             | –             | –             |
|         |                          | Emmanuel de Blommaert           | Belgien            | zurückgezogen | zurückgezogen | zurückgezogen | zurückgezogen |
|         | Pierre Dufour d’Astafort | Frankreich                      |                    | zurückgezogen | zurückgezogen | zurückgezogen | zurückgezogen |
|         | Guy Reyntiens            | Belgien                         |                    | zurückgezogen | zurückgezogen | zurückgezogen | zurückgezogen |
|         | Carl Saunte              | Dänemark                        |                    | zurückgezogen | zurückgezogen | zurückgezogen | zurückgezogen |

### 4. Durchgang – Springreiten
Donnerstag, 16. Juli: Das Springreiten fand im Olympiastadion Stockholm am 16. Juli statt. Dabei mussten 15 Hindernisse absolviert werden. Das Zeitlimit betrug 2 Minuten und 45 Sekunden. Abzüge gab es sowohl für die Zeitüberschreitung als auch für Abwürfe. Ein Athlet startete nicht und zwei wurden disqualifiziert. Der Ausgangswert betrug 150 und wurde mit 150 durch 15 geteilt und auf zwei Dezimalstellen gerundet.
Hindernisse:
- 1: Hecke: Höhe: 1,10 m, Breire: 0,60 m
- 2: Bank: Höhe: 1,15 m
- 3: Steinmauer: Höhe: 1,30 m, Sockelbreite: 1,50 m, Bereite Oberkante: 0,70 m
- 4: Eisenbahn-Tore: Höhe: 1,15 m, 8  m Abstand
- 5: Trippelbarre: Höhe: 0,75 m, 1,00 m und 1,25 m
- 6: Bank mit Wassergraben: 2,70 m zwischen Zaun und Wassergraben, Höhe: 1,10 m
- 7: Hecke mit Stange: Höhe vorne: 0,90 m, hinten: 1,15 m; Bereite: 0,75 m
- 8: Zaun und Hecke mit Wassergraben: Höhe Zaun: 1,00 m; Hecke: 0,75 m; 5 m Wassergraben mit 0,50 m Tiefe
- 9: Hecke: Höhe: 1,35 m
- 10: Backsteinmauer: Höhe: 1,40 m, Sockelbreite: 1,50 m, Bereite Oberkante: 0,70 m
- 11: Landweg mit Hecke an den Seiten: Höhe Hecken: 1,00 m, Abstand Hecken: 9 m
- 12: Erdwall mit Stange: Höhe Wall: 1,00 m, mit Stange: 1,30 m
- 13: Steinmauer-Wassergraben-Steinmauer: Höhe Steinmauern: 1,10 m, 8 m bis zum 2,50 m breiten Wassergraben
- 14: Bank-Hecke: Auf einen 1,30 Meter tiefen Graben folgt ein langer Wassergraben mit 1,00 m Tiefe, am Ende des Ufers ein 0,50 Meter hoher Bank, nach 8 Metern ein zweiter 1,10 Meter hoher Bank
- 15: Wassergraben: 0,60 m hohes Hindernis vor einem 4,00 m breiten Wassergraben

| Event 4                  | Event 4                         | Event 4            | Event 4       | Event 4       | Event 4       | Event 4       | Event 4       | Event 4       | Event 4       | Event 4       | Event 4       | Event 4       | Event 4       | Event 4       | Event 4       | Event 4       | Event 4       | Event 4       | Event 4       | Event 4       | Event 4       | Event 4       |
| Rang                     | Athlet                          | Nation             | Fehler        | Fehler        | Fehler        | Fehler        | Fehler        | Fehler        | Fehler        | Fehler        | Fehler        | Fehler        | Fehler        | Fehler        | Fehler        | Fehler        | Fehler        | Fehler        | Fehler        | Fehler        | Ausgw.        | Punkte        |
| Rang                     | Athlet                          | Nation             | Zeit (min)    | T             | 1             | 2             | 3             | 4             | 5             | 6             | 7             | 8             | 9             | 10            | 11            | 12            | 13            | 14            | 15            | Ges.          | Ausgw.        | Punkte        |
| ------------------------ | ------------------------------- | ------------------ | ------------- | ------------- | ------------- | ------------- | ------------- | ------------- | ------------- | ------------- | ------------- | ------------- | ------------- | ------------- | ------------- | ------------- | ------------- | ------------- | ------------- | ------------- | ------------- | ------------- |
| 1                        | Ernst Casparsson                | Schweden           | 2:44,4        | –             | –             | –             | –             | 2             | –             | –             | –             | 2             | –             | 1             | –             | –             | –             | –             | –             | 5             | 145           | 9,67          |
| 2                        | Ernest Meyer                    | Frankreich         | 2:47,0        | 2             | –             | –             | –             | 1             | –             | –             | –             | 4             | –             | –             | –             | –             | –             | –             | –             | 7             | 143           | 9,53          |
| 2                        | Harry von Rochow                | Deutsches Reich    | 2:44,0        | –             | –             | –             | –             | 1             | 1             | –             | –             | 4             | –             | 1             | –             | –             | –             | –             | –             | 7             | 143           | 9,53          |
| 4                        | Ephraim Graham                  | Vereinigte Staaten | 2:33,6        | –             | –             | –             | –             | 2             | –             | –             | –             | 4             | 2             | 1             | –             | –             | –             | –             | –             | 9             | 141           | 9,40          |
| 4                        | Jack Montgomery                 | Vereinigte Staaten | 2:47,4        | 2             | –             | –             | –             | –             | –             | –             | –             | 2             | 4             | 1             | –             | –             | –             | –             | –             | 9             | 141           | 9,40          |
| 4                        | Richard von Schaesberg-Tannheim | Deutsches Reich    | 2:43,8        | –             | –             | –             | –             | 1             | –             | –             | –             | 4             | –             | –             | –             | –             | –             | 4             | –             | 9             | 141           | 9,40          |
| 7                        | Gaston Seigner                  | Frankreich         | 2:51,0        | 4             | –             | –             | –             | –             | –             | –             | –             | 4             | 2             | –             | –             | –             | –             | –             | –             | 10            | 140           | 9,33          |
| 8                        | Eduard von Lütcken              | Deutsches Reich    | 2:41,0        | –             | –             | –             | –             | 3             | 4             | –             | –             | 4             | –             | –             | –             | –             | –             | –             | –             | 11            | 139           | 9,27          |
| 9                        | Guy Henry                       | Vereinigte Staaten | 2:33,8        | –             | –             | –             | –             | 5             | –             | –             | –             | 4             | –             | 4             | –             | –             | –             | –             | –             | 13            | 137           | 9,13          |
| 10                       | Ben Lear                        | Vereinigte Staaten | 2:55,2        | 6             | –             | –             | –             | –             | 2             | 2             | –             | 2             | –             | 1             | –             | –             | –             | 1             | –             | 14            | 136           | 9,07          |
| 11                       | Nils Adlercreutz                | Schweden           | 2:42,0        | –             | –             | 4             | –             | –             | –             | –             | –             | 4             | 4             | 1             | –             | –             | –             | 2             | –             | 15            | 135           | 9,00          |
| 12                       | Axel Nordlander                 | Schweden           | 2:46,0        | 2             | –             | –             | –             | 5             | 1             | –             | –             | 4             | –             | –             | –             | –             | –             | 4             | –             | 16            | 134           | 8,93          |
| 13                       | Carl von Moers                  | Deutsches Reich    | 2:48,0        | 2             | –             | –             | –             | 8             | –             | –             | –             | 4             | –             | 1             | –             | 1             | –             | –             | –             | 20            | 130           | 8,67          |
| 14                       | Jacques Cariou                  | Frankreich         | 3:16,0        | 14            | –             | 1             | –             | –             | –             | –             | –             | 2             | 1             | 1             | –             | 2             | –             | –             | –             | 21            | 129           | 8,60          |
| 15                       | Paul Convert                    | Belgien            | 3:17,0        | 14            | –             | –             | –             | 1             | –             | 1             | –             | –             | 2             | 1             | –             | –             | –             | 6             | –             | 25            | 125           | 8,33          |
| 16                       | Henric Horn af Åminne           | Schweden           | 2:49,4        | 2             | –             | 4             | –             | 2             | 1             | 1             | –             | 4             | 4             | 1             | 1             | –             | 4             | –             | 2             | 26            | 124           | 8,27          |
| 17                       | Edward Radcliffe-Nash           | Großbritannien     | 3:14,0        | 12            | –             | –             | –             | 4             | –             | –             | –             | 4             | –             | –             | 1             | –             | –             | 6             | –             | 27            | 123           | 8,20          |
| —                        | Paul Kenna                      | Großbritannien     | 3:20.0        | 14            | –             | –             | –             | –             | –             | –             | –             | 4             | –             | –             | –             | [ 3 ]         | –             | –             | –             | 150           | 0             | DSQ           |
| —                        | Gaston de Trannoy               | Belgien            | 3:12,4        | 12            | –             | –             | –             | 2             | –             | 1             | 1             | 1             | 2             | 1             | –             | –             | –             | [ 4 ]         | –             | 150           | 0             | DSQ           |
| —                        | Frode Kirkebjerg                | Dänemark           | DNS           |               |               |               |               |               |               |               |               |               |               |               |               |               |               |               |               | –             | –             | –             |
|                          | Carl Kraft                      | Dänemark           | zurückgezogen | zurückgezogen | zurückgezogen | zurückgezogen | zurückgezogen | zurückgezogen | zurückgezogen | zurückgezogen | zurückgezogen | zurückgezogen | zurückgezogen | zurückgezogen | zurückgezogen | zurückgezogen | zurückgezogen | zurückgezogen | zurückgezogen | zurückgezogen | zurückgezogen | zurückgezogen |
| Herbert Scott            | Großbritannien                  |                    | zurückgezogen | zurückgezogen | zurückgezogen | zurückgezogen | zurückgezogen | zurückgezogen | zurückgezogen | zurückgezogen | zurückgezogen | zurückgezogen | zurückgezogen | zurückgezogen | zurückgezogen | zurückgezogen | zurückgezogen | zurückgezogen | zurückgezogen | zurückgezogen | zurückgezogen | zurückgezogen |
| Bryan Lawrence           | Großbritannien                  |                    | zurückgezogen | zurückgezogen | zurückgezogen | zurückgezogen | zurückgezogen | zurückgezogen | zurückgezogen | zurückgezogen | zurückgezogen | zurückgezogen | zurückgezogen | zurückgezogen | zurückgezogen | zurückgezogen | zurückgezogen | zurückgezogen | zurückgezogen | zurückgezogen | zurückgezogen | zurückgezogen |
| Emmanuel de Blommaert    | Belgien                         |                    | zurückgezogen | zurückgezogen | zurückgezogen | zurückgezogen | zurückgezogen | zurückgezogen | zurückgezogen | zurückgezogen | zurückgezogen | zurückgezogen | zurückgezogen | zurückgezogen | zurückgezogen | zurückgezogen | zurückgezogen | zurückgezogen | zurückgezogen | zurückgezogen | zurückgezogen | zurückgezogen |
| Pierre Dufour d’Astafort | Frankreich                      |                    | zurückgezogen | zurückgezogen | zurückgezogen | zurückgezogen | zurückgezogen | zurückgezogen | zurückgezogen | zurückgezogen | zurückgezogen | zurückgezogen | zurückgezogen | zurückgezogen | zurückgezogen | zurückgezogen | zurückgezogen | zurückgezogen | zurückgezogen | zurückgezogen | zurückgezogen | zurückgezogen |
| Guy Reyntiens            | Belgien                         |                    | zurückgezogen | zurückgezogen | zurückgezogen | zurückgezogen | zurückgezogen | zurückgezogen | zurückgezogen | zurückgezogen | zurückgezogen | zurückgezogen | zurückgezogen | zurückgezogen | zurückgezogen | zurückgezogen | zurückgezogen | zurückgezogen | zurückgezogen | zurückgezogen | zurückgezogen | zurückgezogen |
| Carl Saunte              | Dänemark                        |                    | zurückgezogen | zurückgezogen | zurückgezogen | zurückgezogen | zurückgezogen | zurückgezogen | zurückgezogen | zurückgezogen | zurückgezogen | zurückgezogen | zurückgezogen | zurückgezogen | zurückgezogen | zurückgezogen | zurückgezogen | zurückgezogen | zurückgezogen | zurückgezogen | zurückgezogen | zurückgezogen |

### 5. Durchgang – Dressurreiten
Den Abschluss bildete am 17. Juli das Dressurreiten im Olympiastadion Stockholm. Die sieben Punktrichter konnten jeweils bis zu 110 Punkte vergeben. Die Maximalpunktzahl betrug somit 770. Geteilt durch 77 und auf zwei Dezimalstellen gerundet, ergab die Gesamtpunktzahl.
| Event 5                  | Event 5                         | Event 5            | Event 5       | Event 5       |
| Place                    | Athlet                          | Nation             | Ausgangswert  | Punkte        |
| ------------------------ | ------------------------------- | ------------------ | ------------- | ------------- |
| 1                        | Jacques Cariou                  | Frankreich         | 594,2         | 7,72          |
| 2                        | Axel Nordlander                 | Schweden           | 590.0         | 7,66          |
| 3                        | Gaston Seigner                  | Frankreich         | 584,2         | 7,59          |
| 4                        | Henric Horn af Åminne           | Schweden           | 583,8         | 7,58          |
| 5                        | Carl von Moers                  | Deutsches Reich    | 582,5         | 7,56          |
| 6                        | Nils Adlercreutz                | Schweden           | 574,2         | 7,46          |
| 7                        | Guy Henry                       | Vereinigte Staaten | 535,5         | 6,95          |
| 8                        | Harry von Rochow                | Deutsches Reich    | 530.7         | 6,89          |
| 9                        | Ernst Casparsson                | Schweden           | 529,0         | 6,87          |
| 10                       | Ben Lear                        | Vereinigte Staaten | 527,0         | 6,84          |
| 11                       | Richard von Schaesberg-Tannheim | Deutsches Reich    | 520.5         | 6,76          |
| 12                       | Eduard von Lütcken              | Deutsches Reich    | 510,5         | 6,63          |
| 13                       | Jack Montgomery                 | Vereinigte Staaten | 499,0         | 6,48          |
| 14                       | Ephraim Graham                  | Vereinigte Staaten | 483,5         | 6,28          |
| 15                       | Ernest Meyer                    | Frankreich         | 444,0         | 5,77          |
| —                        | Paul Convert                    | Belgien            | DNS           | –             |
| —                        | Edward Radcliffe-Nash           | Großbritannien     | DNS           | –             |
|                          | Gaston de Trannoy               | Belgien            | zurückgezogen | zurückgezogen |
| Paul Kenna               | Großbritannien                  |                    | zurückgezogen | zurückgezogen |
| Frode Kirkebjerg         | Dänemark                        |                    | zurückgezogen | zurückgezogen |
| Carl Kraft               | Dänemark                        |                    | zurückgezogen | zurückgezogen |
| Herbert Scott            | Großbritannien                  |                    | zurückgezogen | zurückgezogen |
| Bryan Lawrence           | Großbritannien                  |                    | zurückgezogen | zurückgezogen |
| Emmanuel de Blommaert    | Belgien                         |                    | zurückgezogen | zurückgezogen |
| Pierre Dufour d’Astafort | Frankreich                      |                    | zurückgezogen | zurückgezogen |
| Guy Reyntiens            | Belgien                         |                    | zurückgezogen | zurückgezogen |
| Carl Saunte              | Dänemark                        |                    | zurückgezogen | zurückgezogen |

### Endstand
| Rang | Athlet                                       | Nation             | 1             | 2             | 3             | 4             | 5             | Gesamt        |
| ---- | -------------------------------------------- | ------------------ | ------------- | ------------- | ------------- | ------------- | ------------- | ------------- |
| 1    | Axel Nordlander auf Lady Artist              | Schweden           | 10            | 10,00         | 10,0          | 8,93          | 7,66          | 46,59         |
| 2    | Harry von Rochow auf Idealist                | Deutsches Reich    | 10            | 10,00         | 10,0          | 9,53          | 6,89          | 46,42         |
| 3    | Jacques Cariou auf Cocotte                   | Frankreich         | 10            | 10,00         | 10,0          | 8,60          | 7,72          | 46,32         |
| 4    | Nils Adlercreutz auf Atout                   | Schweden           | 10            | 9,85          | 10,0          | 9,00          | 7,46          | 46,31         |
| 5    | Ernst Casparsson auf Irmelin                 | Schweden           | 10            | 9,62          | 10,0          | 9,67          | 6,87          | 46,16         |
| 5    | Richard von Schaesberg-Tannheim auf Grundsee | Deutsches Reich    | 10            | 10,00         | 10,0          | 9,40          | 6,76          | 46,16         |
| 7    | Ben Lear auf Poppy                           | Vereinigte Staaten | 10            | 10,00         | 10,0          | 9,07          | 6,84          | 45,91         |
| 8    | Eduard von Lütcken auf Blue Boy              | Deutsches Reich    | 10            | 10,00         | 10,0          | 9,27          | 6,63          | 45,90         |
| 9    | Jack Montgomery auf Deceive                  | Vereinigte Staaten | 10            | 10,00         | 10,0          | 9,40          | 6,48          | 45,88         |
| 10   | Henric Horn af Åminne auf Omen               | Schweden           | 10            | 10,00         | 10,0          | 8,27          | 7,58          | 45,85         |
| 11   | Guy Henry auf Chiswell                       | Vereinigte Staaten | 10            | 9,46          | 10,0          | 9,13          | 6,95          | 45,54         |
| 12   | Ephraim Graham auf Connie                    | Vereinigte Staaten | 10            | 9,62          | 10,0          | 9,40          | 6,28          | 45,30         |
| 12   | Ernest Meyer auf Allons-y                    | Frankreich         | 10            | 10,00         | 10,0          | 9,53          | 5,77          | 45,30         |
| 14   | Gaston Seigner auf Dignité                   | Frankreich         | 9             | 9,23          | 10,0          | 9,33          | 7,59          | 45,15         |
| 15   | Carl von Moers auf May-Queen                 | Deutsches Reich    | 10            | 10,00         | 8,2           | 8,67          | 7,56          | 44,43         |
| —    | Paul Convert auf La Sioute                   | Belgien            | 10            | 9,85          | 10,0          | 8,33          | zurückgezogen | zurückgezogen |
| —    | Edward Radcliffe-Nash auf The Flea           | Großbritannien     | 10            | 9,69          | 9,2           | 8,20          | zurückgezogen | zurückgezogen |
| —    | Gaston de Trannoy auf Capricieux             | Belgien            | 10            | 9,69          | 10,0          | zurückgezogen | zurückgezogen | zurückgezogen |
| —    | Paul Kenna auf Harmony                       | Großbritannien     | 10            | 10,00         | 9,4           | zurückgezogen | zurückgezogen | zurückgezogen |
| —    | Frode Kirkebjerg auf Dibbe-Lippe             | Dänemark           | 10            | 5,69          | 10,0          | zurückgezogen | zurückgezogen | zurückgezogen |
| —    | Carl Kraft auf Gorm                          | Dänemark           | 10            | 10,00         | zurückgezogen | zurückgezogen | zurückgezogen | zurückgezogen |
| —    | Herbert Scott                                | Großbritannien     | 10            | 10,00         | zurückgezogen | zurückgezogen | zurückgezogen | zurückgezogen |
| —    | Bryan Lawrence auf Patrick                   | Großbritannien     | 10            | 9,85          | zurückgezogen | zurückgezogen | zurückgezogen | zurückgezogen |
| —    | Emmanuel de Blommaert auf Clonmore           | Belgien            | 10            | zurückgezogen | zurückgezogen | zurückgezogen | zurückgezogen | zurückgezogen |
| —    | Pierre Dufour d’Astafort auf Castibalza      | Frankreich         | 10            | zurückgezogen | zurückgezogen | zurückgezogen | zurückgezogen | zurückgezogen |
| —    | Guy Reyntiens auf Beau Soleil                | Belgien            | 10            | zurückgezogen | zurückgezogen | zurückgezogen | zurückgezogen | zurückgezogen |
| —    | Carl Saunte auf Streg                        | Dänemark           | zurückgezogen | zurückgezogen | zurückgezogen | zurückgezogen | zurückgezogen | zurückgezogen |